# STIJN
STIJN was een Vlaamse politieke eenmanspartij van Stijn Tormans, journalist voor het blad Knack. De partij deed mee aan de verkiezingen op 10 juni 2007 met enkel Tormans als rechtstreekse kandidaat voor de Senaat.
STIJN was als journalistiek experiment opgezet door Stijn Tormans, om te ervaren hoe gemakkelijk of moeilijk het was om een politieke partij op te richten en deel te nemen aan verkiezingen; die ervaring verwerkte hij in een aantal artikels voor Knack. Om aan de verkiezingen te kunnen deelnemen had hij de handtekening nodig van ofwel minstens 5.000 Belgen ofwel minstens twee aftredende senatoren; Wouter Beke en Lionel Vandenberghe verleenden daarvoor hun medewerking. Verder moesten er minstens zes opvolgers op de lijst staan; de mannelijke opvolgers heetten allen Stijn (waaronder Stijn Tormans zelf). De "partij" had geen programma en Tormans riep expliciet om op niet op lijst STIJN te stemmen.
De lijst behaalde toch 0,27% van de stemmen voor de Senaat bij de verkiezingen van 10 juni 2007. Stijn Tormans zelf behaalde 2567 voorkeurstemmen